# Sandra Quadflieg

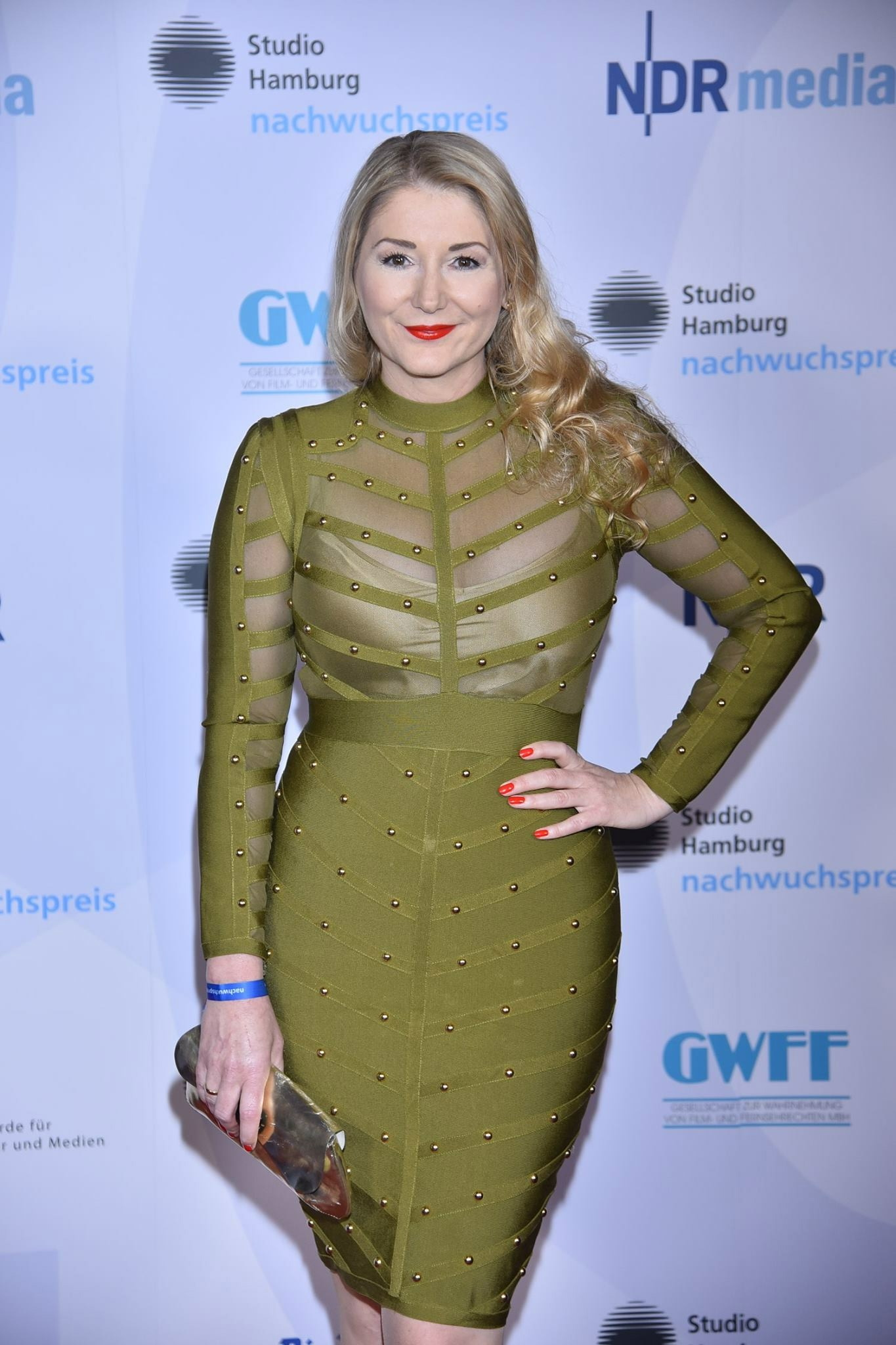
Sandra Quadflieg 2017

Sandra Quadflieg (* 17. Januar 1979 in Bremen) ist eine deutsche Schauspielerin.

## Biografie
Quadflieg absolvierte 2002 ihre Schauspielausbildung an der Schule für Schauspiel Hamburg. Anschließend wurde sie für zahlreiche Rollen in Theater, Film und Fernsehen, u. a. Großstadtrevier (ARD), Die Rettungsflieger (ZDF) und Jürgen - Heute wird gelebt (Kino) engagiert. Dem breiten Theaterpublikum wurde sie 2008 durch die Lesungs-Tournee Mein Vater Gottfried Benn gemeinsam mit Otto Sander bekannt (u. a. Renaissance-Theater in Berlin, Haus im Park in Hamburg, Theater am Goetheplatz in Bremen). Für die Schauspielerin war diese Inszenierung gleichzeitig ihr Regiedebüt.
2020 stand Quadflieg als Engel in Die Entdeckung des Himmels nach dem Roman von Harry Mulisch am Altonaer Theater auf der Bühne.
Bei Random House Audio hat sie ihre eigene kulturelle Hörbuchreihe. Dort entstand 2017 das mehrfach ausgezeichnete Hörbuch Nichts fehlt - außer Dir, das sie gemeinsam mit Ulrich Tukur einsprach. Das Hörbuch wurde vom Hessischen Rundfunk mit dem 1. Platz auf der hr2-Hörbuchbestenliste ausgezeichnet. Zudem wurde es Hörbuch der Woche beim Bayerischen Rundfunk. 2017 stand sie für die Premierenlesung Nichts fehlt – außer Dir gemeinsam mit Ulrich Tukur im St. Pauli Theater in Hamburg auf der Bühne. Hierfür schrieb sie die Bühnenfassung, agierte als Sprecherin und führte die Regie. Die Welt schrieb in ihrer Theaterkritik: „Ein Hochgenuss!“
Gemeinsam mit Katharina Thalbach erweckte sie die über Jahrzehnte (1949–1975) andauernde Korrespondenz Im Vertrauen zwischen Hannah Arendt und Mary McCarthy zum Leben. Zur Premierenlesung standen Thalbach und Quadflieg auf der Bühne des ausverkauften Pfefferberg Theaters in Berlin. Hierfür schrieb Sandra Quadflieg die Bühnenfassung, agierte als Sprecherin und führte die Regie.
Und zum Weltfrauentag 2021 erschien der mehrfach ausgezeichnete Briefwechsel zwischen Christa Wolf und Sarah Kirsch Wir haben uns wirklich an allerhand gewöhnt, den sie gemeinsam mit Iris Berben einsprach. Das Hörbuch wurde vom Hessischen Rundfunk auf der hr2-Hörbuchbestenliste ausgezeichnet und stand auf der Longlist in der Kategorie „Wortkunst“ beim Preis der Deutschen Schallplattenkritik.
Bei Ihren Hörbüchern hat Quadflieg als Sprecherin fungiert, erarbeitete das Konzept, stellte die Textauswahl zusammen und führte Regie.
Sie arbeitet als Hörspielsprecherin, z. B. für die Serien Die drei ??? und Hanni & Nanni, sowie als Synchronsprecherin z. B. in der Fernsehserie Mouk, der Weltreisebär als Giao.

## Ehrenamtliches Engagement
- Quadflieg ist im Vorstand der Benita Quadflieg Stiftung, die sich für Kinder mit Entwicklungsverzögerungen, Behinderungen und frühkindlichen Traumata einsetzt.
- Stellvertretende Vorstandsvorsitzende des Kulturvereins Lebendiger Jungfernstieg, welcher von Alexander Otto gegründet wurde, um Kultur an den Hamburger Jungfernstieg zu bringen.
- Repräsentantin von Women in Film and Television Germany (WIFTG)
- Seit 2018: Schirmherrin des Norddeutschen Knochenmark- und Stammzellspenden-Registers (NKR)
- 2019: Schirmherrschaft für das Projekt Nestfamilien der Jugendämter
- Botschafterin des Blauen Balls zugunsten der Kinderkrebsstation des Universitätsklinikums Hamburg-Eppendorf (UKE)
- Seit 2021 Botschafterin der Rainbow World, Plattform für Diversity

## Mitgliedschaften
- Mitglied der Deutschen Akademie für Fernsehen.
- Mitglied im Bundesverband Schauspiel (BFFS: Bühne I Film I Fernsehen I Sprache).

## Familie
Sandra Quadflieg ist mit Mirco Quadflieg verheiratet, Enkel des Schauspielers Will Quadflieg und Neffe sowohl des Schauspielers Christian Quadflieg als auch der Schauspielerin Sabina Trooger und der Schriftstellerin und Buchgestalterin Roswitha Quadflieg.
Quadfliegs Schwester Patricia Brandt  ist Redakteurin beim Weser-Kurier und Krimiautorin. Ihr Schwager Michael Brandt ist seit Juni 2021 Mitglied der Chefredaktion des Weser-Kuriers.
Sandra Quadflieg lebt seit ihrer Schauspielausbildung in Hamburg.

## Filmografie (Auswahl)
- 1998: Firewalls, Pilot, Regie: Gustavo Martinez Schmidt
- 1999/2000: Aus gutem Haus, Serie
- 2001: St. Angela, Serie, Regie: Klaus Wittig
- 2001: Der Pelz, Kurzfilm, Regie: Kristiane Gerek
- 2001: Fahrt ins Blaue, Pilot, Regie: C.Rode
- 2001: Wahnsinnsweiber, Regie: Cornelia Grünberg
- 2002: Butterfahrt ins El Dorado, Kurzfilm, Regie: Alexandra Meyer
- 2002: Es ist 20 Uhr…Die Tagesschau wird 50 Jahre alt, Spielfilm, Regie: Jan Kerhart
- 2002: Figur Pur, Kinospot, Regie: Wolfram Rozyk
- 2003: St. Angela, Serie, Regie: Sebastian Monk
- 2003: Lilly’s Sepsis, Internationaler Imagefilm, Regie: Jan Kerhart
- 2003: Nachtblende, Kurzfilm, Regie: Jan Kerhart
- 2004: Die Rettungsflieger, Serie, Regie: Walter Feistle
- 2011: Dennis & Jesko – Die Sketchköppe, Serie, Regie: Dennis Kaupp & Jesko Friedrich
- 2011: I Have a Boat, Kurzfilm, Hamburg Media School, Regie: Nathan Nill
- 2012: MTU – Big Moments, Imagefilm, Regie: Kay Schwenkow
- 2012: Snow Owls Slaughter, Kinospielfilm, Regie: Thomy Kessler
- 2013: A Coin for Christmas, Kurzfilm, Regie: John Barnert
- 2013–2015: Filmstadt, Serie, Regie: Dennis Albrecht
- 2013: Okta Logue, Musikvideo, Regie: Christoph Holsten
- 2013: Somewhere, Kurzfilm, Regie: Sandra Quadflieg
- 2013: Telepathie, Kurzfilm, Regie: Susanne Konopka
- 2013: Thoughts, Kurzfilm, Regie: Sandra Quadflieg
- 2014: Einsam zu zweit, Kurzfilm, Regie: Lucy Nölscher
- 2014–2015: Ivys Weg, Webserie, Regie: Jan Kluczewitz
- 2014: Pyromania, Abschlussfilm SAE, Regie: Timo Belitz
- 2014: Schatten der Erde, Kurzfilm, Regie: Vincent Dolinsek
- 2014: Wonderland: Mama Pure, Musikvideo, Regie: Jana Kreye
- 2015: Absorption, Kinospielfilm, Regie: Thomy Kessler
- 2015: Deutschland 2024 – leben am Abgrund, Kurzfilm, Regie: Christian Grundey
- 2015: Drama Queen, Kurt Maloo, Musikvideo, Regie: Adrian Heinrich
- 2016: Großstadtrevier, Serie, Regie: Jan Ruzicka
- 2016: Samy Deluxe: Musikvideo MIMIMI, Regie: Roman Scheible
- 2017: Jürgen – Heute wird gelebt von und mit Heinz Strunk, Spielfilm, Regie: Lars Jessen
- 2018: Kinoflimmern, Kinospot, Regie: Dennis Albrecht
- 2019: Keep Your Head Up, Sweet Pea, Kurzfilm, Regie: Sophie Elise Meissner

## Theater (Auswahl)
- 1999 Theater am Goetheplatz, Bremen, Bunker Valentin, Die letzten Tage der Menschheit, Regie: Johann Kresnik, Rolle: KZ-Häftling
- 2001 Die Fledermaus, Operette, Regie: Geeske Hof-Helmers, Hauptrolle: Rosalinde von Eisenstein
- 2001 Museum für Kunst und Gewerbe, Hamburg, Lesung Die geschenkte Stunde, Regie: Martin Maria Blau
- 2001 Hafenklang, Hamburg, Lesung Menschliche Abgründe, Regie: Simon Schlingplässer
- 2002 Lichthof, Hamburg, Leonce und Lena, Regie: Barbara Neureiter, Rolle: Königin vom Reiche Popo
- 2008 Haus im Park, Hamburg, Lesung Mein Vater Gottfried Benn gemeinsam mit Otto Sander, Hauptrolle: Nele Poul Soerensen, Regie: Sandra Quadflieg
- 2008 Theater am Goetheplatz, Bremen, Lesung Mein Vater Gottfried Benn gemeinsam mit Otto Sander, Hauptrolle: Nele Poul Soerensen, Regie: Sandra Quadflieg
- 2010 Renaissance-Theater, Berlin, Lesung Mein Vater Gottfried Benn gemeinsam mit Otto Sander, Hauptrolle: Nele Poul Soerensen, Regie: Sandra Quadflieg
- 2010 Hamburger Krimifestival, Kampnagel, Lesung aus dem Roman Mädchenfänger von Jilliane Hoffman, Hauptrolle: Lainey
- 2010 Lesung: Selma Lagerlöfs Legende vom Rotkehlchen, New Living Home, Hamburg
- 2011 Lesung, Internationales Maritimes Museum, Hamburg
- 2013 Rainer Maria Rilke Lesung, Elbschloss Residenz, Hamburg
- 2013 Mendelssohn-Lesung (Die Briefe von Fanny Hensel an ihren Bruder Felix Mendelssohn Bartholdy), Atrium Theater, New Living Home, Hamburg
- 2014 Die drei ??? und Der Eisenmann, Uraufführung, Hamburger Krimifestival, Kampnagel, Rolle: Cecile Jezero
- 2014 Mendelssohn-Lesung (Die Briefe von Fanny Hensel an ihren Bruder Felix Mendelssohn Bartholdy), Traditionssegelschiff Fortuna, Hamburg
- 2014 Charity-Piraten-Lesung, Traditionssegelsschiff Fortuna, Hamburg, Hauptrolle: Piratin
- 2014 Weihnachts-Lesung Alle Jahre wieder, Atrium Theater, New Living Home, Hamburg
- 2015 Hamburger Krimifestival, Kampnagel, aus dem Bestseller Tu es. Tu es nicht. von Steve J. Watson, Hauptrolle: Julia
- 2015 Lesung aus dem Bestseller Tu es. Tu es nicht. von Steve J. Watson, Hannover, Hauptrolle: Julia
- 2015 Lesung, Goethe, Wilhelm Meisters Lehrjahre, im Rosengarten der Emelle Toepfer Stiftung in Hamburg, Rolle: Mignon
- 2017 Hamburger Krimifestival, Kampnagel, die deutschen Passagen aus Schwesterherz & Bruderlüge von Kristina Ohlsson & aus Der Bruder von Joakim Zander, Rowohlt.
- 2017 Rathaus Rellingen, Lesung Ein Leben für die Musik, die Briefe von Fanny Hensel an ihren Bruder Felix Mendelssohn Bartholdy
- 2017 Laeiszhalle, Lesung aus dem Bestseller Das Labyrinth der Lichter von Carlos Ruiz Zafón, rütten & loening, Hauptrolle: Alicia Gris
- 2017 St. Pauli Theater, Premierenlesung mit Ulrich Tukur und Sandra Quadflieg aus Nichts fehlt - außer Dir, Hauptrolle: Claire Goll
- 2018 Lesung Der Zopf von Lætitia Colombani, S. Fischer Verlag
- 2018 Hamburger Krimifestival, Kampnagel, DER ACHTE TAG von Nicci French, C.Bertelsmann
- 2019 Hamburger Krimifestival, Kampnagel, Blutmond von Katrine Engberg, Diogenes
- 2020 Die Entdeckung des Himmels, Rolle: Engel, Altonaer Theater
- 2020 Pfefferberg Theater in Berlin, Premierenlesung Im Vertrauen, der Briefwechsel zwischen Hannah Arendt und Mary McCarthy gemeinsam mit Katharina Thalbach.

## Hörbuch & Hörspiel (Auswahl)
- 2006 Mein Vater Gottfried Benn, Hörbuch gelesen von Otto Sander und Sandra Quadflieg, Langen Müller Verlag. Regie, Idee und Konzept: Sandra Quadflieg
- 2014 Die drei ??? und der Eisenmann, Folge 172, Hörspiel, Regie: Heikedine Körting, Rolle: Cecile Jezero
- 2015 Hanni und Nanni, Folge: 46, Regie: Heikedine Körting, Rolle: Luise
- 2017 Nichts fehlt - außer Dir, der Briefwechsel zwischen Claire Goll und Yvan Goll. Hörbuch gelesen von Ulrich Tukur und Sandra Quadflieg, Random House Audio, Regie, Konzept, Textauswahl: Sandra Quadflieg
- 2019 Im Vertrauen, der Briefwechsel zwischen Hannah Arendt und Mary McCarthy. Hörbuch gelesen von Katharina Thalbach und Sandra Quadflieg. Random House Audio, Regie, Konzept, Textauswahl: Sandra Quadflieg
- 2021 Wir haben uns wirklich an allerhand gewöhnt, der Briefwechsel zwischen Christa Wolf und Sarah Kirsch. Hörbuch gelesen von Iris Berben und Sandra Quadflieg. Random House Audio, Regie, Konzept, Textauswahl: Sandra Quadflieg
- 2021 Krabben-Connection von Patricia Brandt. Gelesen von Sandra Quadflieg. Saga Egmont & SteinbachSprechendeBücher.
- 2021 Imkersterben von Patricia Brandt. Gelesen von Sandra Quadflieg. Saga Egmont & SteinbachSprechendeBücher.
- 2022 Küstenhuhn von Patricia Brandt. Gelesen von Sandra Quadflieg. Gmeiner Verlag & Frank Otto.